# Stephan Trojanski
Stephan Trojanski é um especialista em efeitos especiais alemão. Como reconhecimento, foi nomeado ao Oscar 2011 na categoria de Melhores Efeitos Visuais por Hereafter.